# Station Plaisir - Grignon
Station Plaisir - Grignon is een van de twee spoorwegstations in de Franse gemeente Plaisir, vlak bij de gemeente Thiverval-Grignon. Het ligt aan de spoorlijn Saint-Cyr - Surdon. Het andere station in Plaisir is Plaisir - Les Clayes. Plaisir - Grignon werd op 15 juni 1864 door de Compagnie des chemins de fer de l'Ouest geopend bij het in gebruik nemen van de sectie Saint-Cyr - Dreux en is sindsdien eigendom van de SNCF. Het station werd op 30 augustus 1900 het beginpunt van de spoorlijn Plaisir-Grignon - Épône-Mézières.
Het station ligt op kilometerpunt 32,218 van de spoorlijn Saint-Cyr - Surdon.

## Diensten
Het station wordt aangedaan door verschillende treinen van Transilien lijn N:
- tussen Paris-Montparnasse en Dreux voor snel- en stoptreinen
- tussen Paris-Montparnasse en Mantes-la-Jolie. Er zijn treinen die tot dit station rijden.

## Vorige en volgende stations
| Richting        | Vorig station                       | Lijn    | Volgend station      | Richting           |
| --------------- | ----------------------------------- | ------- | -------------------- | ------------------ |
| Dreux           | Villiers - Neauphle - Pontchartrain | Trans N | Versailles-Chantiers | Paris-Montparnasse |
| Dreux           | Montfort-l'Amaury - Méré            | Trans N | Versailles-Chantiers | Paris-Montparnasse |
| Mantes-la-Jolie | Beynes                              | Trans N | Plaisir - Les Clayes | Paris-Montparnasse |
| Eindpunt        | eindpunt                            | Trans N | Plaisir - Les Clayes | Paris-Montparnasse |